# Persone di nome Otto/Calciatori
| Questa pagina contiene informazioni ricavate automaticamente dalle voci biografiche con l'ausilio del template Bio e di un bot. L'aggiornamento è periodico e automatico e ricostruisce completamente la pagina. Se manca una persona in questa lista, sei pregato di non aggiungerla, ma accertati piuttosto che la sua voce biografica contenga il template Bio e che i dati anagrafici siano correttamente compilati. Se il template Bio manca, inseriscilo tu stesso o, in alternativa, metti l'avviso {{tmp\|Bio}} che ne segnala la mancanza. Se i dati riportati sono sbagliati, correggi direttamente la voce biografica; le modifiche saranno visibili in questa lista entro pochi giorni. Per chiarimenti vedi il progetto antroponimi. La lista contiene solo le 52 persone che sono citate nell'enciclopedia e per le quali è stato implementato correttamente il template Bio. Pagina aggiornata al 16 ott 2024. |

Questa è una lista di persone presenti nell'enciclopedia che hanno il nome Otto e sono calciatori.

## A(2)
- Otto Andersson, calciatore svedese (Ed, n. 1910 - Surte, † 1977)
- Otto Aulie, calciatore norvegese (Tønsberg, n. 1894 - Skien, † 1923)

## B(4)
- Otto Baitinger, ex calciatore tedesco (n. 1926)
- Otto Brändli, calciatore svizzero (Aarau, † 1961)
- Otto Bökle, calciatore tedesco (Stoccarda, n. 1912 - † 1988)
- Otto Bülte, calciatore tedesco (Winnigstedt, n. 1886 - † 1962)

## C(1)
- Otto Christman, calciatore canadese (Normanby, n. 1880 - Orillia, † 1963)

## D(2)
- Otto Demarmels, ex calciatore svizzero (n. 1948)
- Otto Dumke, calciatore tedesco (Berlino, n. 1887 - † 1912)

## F(5)
- Otto Fehlmann, calciatore svizzero (n. 1889 - † 1977)
- Otto Fischer, calciatore e allenatore di calcio austriaco (Vienna, n. 1901 - Liepāja, † 1941)
- Otto Fleischmann, calciatore cecoslovacco (Praga, n. 1906 - † 1950)
- Otto Fräßdorf, ex calciatore tedesco orientale (Magdeburgo, n. 1942)
- Otto Fredrikson, ex calciatore finlandese (Valkeakoski, n. 1981)

## G(1)
- Otto Glória, calciatore e allenatore di calcio brasiliano (Rio de Janeiro, n. 1917 - Rio de Janeiro, † 1986)

## H(8)
- Otto Haftl, calciatore austriaco (n. 1902 - † 1995)
- Otto Hantschick, calciatore tedesco (n. 1884 - † 1960)
- Otto Harder, calciatore tedesco (Braunschweig, n. 1892 - Amburgo, † 1956)
- Otto Hemele, calciatore cecoslovacco (Praga, n. 1926 - Praga, † 2001)
- Otto Hindrich, calciatore rumeno (Cluj-Napoca, n. 2002)
- Otto Hofbauer, ex calciatore austriaco (n. 1932)
- Otto Häuptli, calciatore svizzero (Biberstein, n. 1924 - Berna, † 1993)
- Otto Höss, calciatore austriaco (n. 1902 - † 1971)

## I(1)
- Otto Imhof, calciatore svizzero (n. 1904 - † 1986)

## J(2)
- Otto Janczik, calciatore austriaco (n. 1899)
- Otto Jungtow, calciatore tedesco (Remscheid, n. 1892 - Remscheid, † 1959)

## K(2)
- Otto Krompholz, calciatore cecoslovacco (Třemošná, n. 1899)
- Otto Kusunan, calciatore papuano (n. 1993)

## L(1)
- Otto Löble, calciatore tedesco (n. 1888 - † 1967)

## M(5)
- Otto Marischka, calciatore tedesco (n. 1912 - † 1991)
- Otto Martwig, calciatore tedesco (n. 1903 - † 1945)
- Otto Mayer, calciatore svizzero (Berna)
- Otto Montag, calciatore tedesco (n. 1897 - † 1973)
- Otto Mráz, calciatore cecoslovacco (Praga, n. 1901 - † 1973)

## N(4)
- Otto Nerz, calciatore e allenatore di calcio tedesco (Mannheim, n. 1892 - Sachsenhausen, † 1949)
- Otto Nicodemus, calciatore tedesco (Biebrich, n. 1886 - † 1966)
- Otto Noll, calciatore austriaco (Praga, n. 1882 - † 1922)
- Otto Novák, calciatore cecoslovacco (Modřany, n. 1902 - † 1984)

## O(1)
- Otto Orf, ex calciatore e ex giocatore di calcio a 5 statunitense (Elma, n. 1963)

## R(5)
- Otto Rehhagel, ex calciatore e allenatore di calcio tedesco (Essen, n. 1938)
- Otto Reinfeldt-Reinlo, calciatore estone (Tallinn, n. 1899 - Tallinn, † 1974)
- Otto Reiser, calciatore tedesco (n. 1884 - † 1957)
- Otto Reislant, calciatore tedesco (Lipsia, n. 1883 - † 1968)
- Otto Rosengren, calciatore svedese (n. 2003)

## S(3)
- Otto Sesana, calciatore argentino (Pujato, n. 1943 - † 2017)
- Otto Siffling, calciatore tedesco (Mannheim, n. 1912 - Mannheim, † 1939)
- Otto Silber, calciatore estone (Tallinn, n. 1893 - † 1940)

## T(2)
- Otto Thiel, calciatore tedesco (Berlino, n. 1891 - † 1915)
- Otto Tibulski, calciatore tedesco (n. 1912 - † 1991)

## V(1)
- Otto Völker, calciatore tedesco (n. 1893 - † 1945)

## W(1)
- Otto Walzhofer, calciatore e allenatore di calcio austriaco (n. 1926 - † 2000)

## Š(1)
- Otto Šimonek, calciatore cecoslovacco (Brno, n. 1896)